# Benjamin Parker
Cet article concerne le personnage de Spider-Man. Pour la marque de riz, voir Uncle Ben's.
Benjamin Franklin Parker, aussi appelé oncle Ben, est un personnage de fiction de l'univers Marvel, oncle de Peter Parker, alias Spider-Man. Il apparaît pour la première fois dans le numéro 15 de Amazing Fantasy en août 1962, créé par Stan Lee et l'artiste Steve Ditko.

## Biographie
Il est l'oncle de Peter Parker. À la mort de son frère Richard Parker il élèvera le fils de celui-ci, Peter, avec l'aide de sa femme May.
Il a été assassiné par un voleur (Le Cambrioleur) qui recherchait un gros montant d'argent chez lui[réf. nécessaire]. Peter Parker aurait auparavant pu arrêter le tueur, mais il l'a laissé filer, car « ce n'était pas ses affaires ». Peter se considère moralement responsable de la mort de son oncle. À cause de cela, Peter Parker décide de combattre le crime et jure de prendre sérieusement ses responsabilités.

## Apparitions dans d'autres médias
Sauf indication contraire, les informations mentionnées dans cette section peuvent être confirmées par la base de données cinématographiques IMDb,  présente dans la section « Liens externes ».

### Films
Interprété par Cliff Robertson
- 2002 : Spider-Man réalisé par Sam Raimi
- 2004 : Spider-Man 2 réalisé par Sam Raimi
- 2007 : Spider-Man 3 réalisé par Sam Raimi

Interprété par Martin Sheen
- 2012 : The Amazing Spider-Man réalisé par Marc Webb
- 2014 : The Amazing Spider-Man : Le Destin d'un héros réalisé par Marc Webb

Interprété par Adam Scott
- 2024 : Madame Web réalisé par S. J. Clarkson (en)

Univers Cinématographique Marvel
Le personnage n'apparaît pas physiquement et n'est jamais cité directement par les autres personnages. Ses initiales "BFP" (pour Benjamin Franklin Parker) sont toutefois visibles sur la valise de Peter Parker dans Spider-Man: Far From Home. La seule référence directe au personnage se trouve dans un épisode de la série animée What If...? où il est cité par un Peter Parker d'un monde alternatif listant les proches qu'il a perdu au cours de sa vie.
Autres
Dans le film Zack Snyder's Justice League, Zack Snyder fait une référence au personnage de Marvel dans le Mur des Héros (Wall of Heroes) de Metropolis. On peut en effet y apercevoir son nom lorsque Superman balance Flash contre un mur.

### Télévision
- 1994-1998 : Spider-Man, l'homme-araignée (série d'animation) - doublé en anglais par Brian Keith
- 2008 : Spectacular Spider-Man (série d'animation) - doublé en anglais par Edward Asner
- 2012 : Ultimate Spider-Man (série d'animation) - doublé en anglais par Greg Grunberg